# Lubno (wieś w województwie zachodniopomorskim)
Lubno – wieś w Polsce, położona w województwie zachodniopomorskim, w powiecie wałeckim, w gminie Wałcz

## Położenie
Położona na Pojezierzu Wałeckim, 9 km na północny zachód od Wałcza, przy południowym krańcu jeziora Kopanik. W okolicy wzniesienia o wysokości do 120 m n.p.m. Na południe duże obszary leśne sięgające po Wałcz.

## Integralne części wsi
| SIMC    | Nazwa  | Rodzaj    |
| ------- | ------ | --------- |
| 0531298 | Omulno | część wsi |

## Historia
Miejscowość pierwotnie związana była z Wielkopolską. Ma metrykę średniowieczną i istnieje co najmniej od końca XIII wieku. Wymieniona w dokumencie zapisanym po łacinie z 1290 Lubele, 1552 Liubno, Libno, Liubno, 1563 Lubno, 1577 Lubna. W okresie III Rzeszy w 1944 używano zgermanizowanej nazwy Lüben.
Okolice miejscowości zasiedlone były jednak wcześniej niż odnotowują to archiwalne, historyczne zapisy. Do jeziora Kopanik przylega grodzisko  kształcie podkowy, składające się z wału długości ok. 150 m i fosy. Na podstawie badań archeologicznych ustalono, że przez jezioro prowadził drewniany most.
Pierwszy raz wspomniana w 1290 w dokumencie potwierdzającym, że puszcza Trzebicz sięgająca do granic Lubna nadana została Henrykowi von Livenow przez księcia wielkopolskiego Przemysła II.
W 1552 miejscowość leżała w powiecie wałeckim Korony Królestwa Polskiego i była wsią szlachecką. Należała do panów Golczów przedstawicieli lokalnej szlachty wielkopolskiej. W 1554 Konrad Golcz zapisał swojej żonie Agnieszce 400 grzywien posagu oraz 40 wiana na dworze w Broczu i na połowie pozostałych swoich dóbr. W 1559 Jan syn zmarłego Konrada Gołcza zwanego Kuną oraz wdowa po nim Agnieszka zapisała swojej siostrze Katarzynie 2000 florenów oraz jej mężowi Aleksandrowi Mokronowskiemu pochodzacego z Mokronosa w powiecie pyzdrskim zastawiając za tę sumę swoje części we wsiach Kłębowiec oraz Lubno.
W 1945 był to rejon Wału Pomorskiego, który przełamała I Armia Wojska Polskiego.
W latach 1975–1998 wieś administracyjnie należała do województwa pilskiego.

## Pomniki przyrody
W środku wsi znajdują się 2 pomniki przyrody:
- dąb szypułkowy w wieku ok. 120 lat, o obwodzie na wysokości pierśnicy 310 cm, o wysokości 22 m, o rozpiętości korony ok. 16 m,
- buk zwyczajny w wieku ok. 110 lat, o obwodzie na wysokości pierśnicy 290 cm, o wysokości 19 m, o rozpiętości korony 14 m.